# ناحیه تیلورویل، شهرستان کریستین، ایلینوی
ناحیه تیلورویل، شهرستان کریستین، ایلینوی (به انگلیسی: Taylorville Township) یک منطقهٔ مسکونی در ایالات متحده آمریکا است که در شهرستان کریستین، ایلینوی واقع شده‌است. ناحیه تیلورویل ۱۲٬۴۸۳ نفر جمعیت دارد و ۱۸۴ متر بالاتر از سطح دریا واقع شده‌است.